# Čip (CDMA)
Čip (anglicky chip) v telekomunikacích je impuls pseudonáhodné kódové posloupnosti používané pro kanálový přístup v technikách přímého rozprostřeného spektra (Direct Sequence Spread Spectrum, DSSS) v systémech s kódovým multiplexem (anglicky Code division multiple access, CDMA).
V systémech s rozprostřením binární přímou posloupností je každý čip obvykle pravoúhlý impuls s amplitudou +1 nebo –1, který se násobí s datovou posloupností (což je také posloupnost +1 nebo –1 reprezentující jednotlivé bity zprávy) a nosnou vlnou pro získání signálu pro vysílání. Čipy jsou proto pouze bitová posloupnost vytvořená generátorem kódu; název čipy se používá, aby se nepletly s bity zprávy.
Čipová rychlost kódu je počet impulsů za sekundu (čipů za sekundu), které se používají pro vysílání (a příjem) kódu. Čipová rychlost je vyšší než modulační rychlost, protože jeden symbol je reprezentován několika čipy. Jejich poměr se nazývá činitel rozprostření (anglicky spreading factor, SF nebo processing gain):
{\displaystyle \ {\mbox{SF}}={\frac {\mbox{čipová rychlost}}{\mbox{modulační rychlost}}}}

## Ortogonální proměnný činitel rozprostření

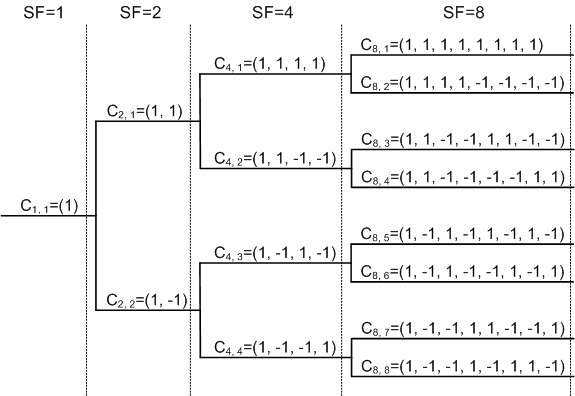
OVSF kódový strom

Ortogonální proměnný činitel rozprostření (OVSF) je implementací CDMA, ve které se signál před vysíláním rozprostírá pomocí účastnického kódu. Účastnické kódy jsou pečlivě zvoleny, aby byly vzájemně ortogonální.
Tyto kódy jsou odvozeny z kódového stromu OVSF, a každému účastníkovi je přidělen jiný unikátní kód. Kódový strom OVSF je úplný binární strom, který odpovídá konstrukci Hadamardových matic.